# Persone di cognome Savoia
| Questa pagina contiene informazioni ricavate automaticamente dalle voci biografiche con l'ausilio del template Bio e di un bot. L'aggiornamento è periodico e automatico e ricostruisce completamente la pagina. Se manca una persona in questa lista, sei pregato di non aggiungerla, ma accertati piuttosto che la sua voce biografica contenga il template Bio e che i dati anagrafici siano correttamente compilati. Se il template Bio manca, inseriscilo tu stesso o, in alternativa, metti l'avviso {{tmp\|Bio}} che ne segnala la mancanza. Se i dati riportati sono sbagliati, correggi direttamente la voce biografica; le modifiche saranno visibili in questa lista entro pochi giorni. Per chiarimenti vedi il progetto antroponimi. La lista contiene solo le 52 persone che sono citate nell'enciclopedia e per le quali è stato implementato correttamente il template Bio. Pagina aggiornata al 7 ago 2025. |

Questa è una lista di persone presenti nell'enciclopedia che hanno il cognome Savoia, suddivise per attività principale.

## Arcivescovi cattolici(1)
- Bonifacio di Savoia, arcivescovo cattolico italiano (Sainte-Hélène-du-Lac - Sainte-Hélène-des-Millères, † 1270)

## Attori(2)
- Gigi Savoia, attore italiano (Napoli, n. 1954)
- Michele Savoia, attore e regista italiano (Monopoli, n. 1989)

## Calciatori(1)
- Giancarlo Savoia, ex calciatore italiano (Bussolengo, n. 1944)

## Cardinali(1)
- Maurizio di Savoia, cardinale e vescovo cattolico italiano (Torino, n. 1593 - Torino, † 1657)

## Giocatrici di curling(1)
- Tea Savoia, giocatrice di curling italiana (Bolzano, n. 1941)

## Imperatrici(1)
- Berta di Savoia, imperatrice e regina (n. 1051 - Magonza, † 1087)

## Militari(2)
- Emanuele Filiberto di Savoia, militare (Torino, n. 1588 - Palermo, † 1624)
- Luigi Giulio di Savoia, militare italiano (Tolosa, n. 1660 - Petronell-Carnuntum, † 1683)

## Nobildonne(1)
- Isabella di Savoia, nobildonna italiana (Torino, n. 1591 - Modena, † 1626)

## Nobili(10)
- Amedeo VIII di Savoia, nobile (Chambéry, n. 1383 - Ripaglia, † 1451)
- Beatrice di Savoia, nobile (n. 1206 - † 1266)
- Eleonora Maria Teresa di Savoia, nobile italiana (Palazzo Reale di Torino, n. 1728 - castello di Moncalieri, † 1781)
- Eleonora di Savoia, nobile (n. 1280 - † 1324)
- Francesco Giacinto di Savoia, nobile italiano (Torino, n. 1632 - Torino, † 1638)
- Giuseppe Benedetto di Savoia, nobile (Torino, n. 1766 - Sassari, † 1802)
- Luisa di Savoia, nobile (Pont-d'Ain, n. 1476 - Grez-sur-Loing, † 1531)
- Margherita di Savoia, nobile (Torino, n. 1439 - Bruges, † 1483)
- Tommaso III di Savoia, nobile (Savoia - Saint-Genix-sur-Guiers, † 1282)
- Vittorio Amedeo I di Savoia, nobile italiano (Torino, n. 1587 - Vercelli, † 1637)

## Nuotatrici(1)
- Sara Savoia, nuotatrice artistica italiana (Verona, n. 1985)

## Personaggi televisivi(1)
- Emanuele Filiberto di Savoia, personaggio televisivo italiano (Ginevra, n. 1972)

## Pittori(2)
- Achille Savoia, pittore italiano (Pavia, n. 1839 - Pavia, † 1886)
- Umberto Savoia, pittore italiano (Rovereto, n. 1933 - Rovereto, † 2006)

## Principesse(13)
- Maria Giuseppina di Savoia, principessa (Torino, n. 1753 - Hartwell House, † 1810)
- Beatrice di Savoia, principessa (n. 1310 - † 1331)
- Bona di Savoia, principessa (n. 1275 - † 1300)
- Giovanna di Savoia, principessa italiana (Roma, n. 1907 - Estoril, † 2000)
- Iolanda Margherita di Savoia, principessa italiana (Roma, n. 1901 - Roma, † 1986)
- Maria Pia di Savoia, principessa italiana (Napoli, n. 1934)
- Maria Gabriella di Savoia, principessa italiana (Napoli, n. 1940)
- Maria Beatrice di Savoia, principessa italiana (Roma, n. 1943)
- Maria Francesca di Savoia, principessa italiana (Roma, n. 1914 - Mandelieu-la-Napoule, † 2001)
- Maria Teresa di Savoia, principessa (Torino, n. 1756 - Graz, † 1805)
- Maria Carolina di Savoia, principessa (Torino, n. 1764 - Dresda, † 1782)
- Maria di Savoia, principessa (Chambéry, n. 1411 - Vigone, † 1469)
- Maria Anna di Savoia, principessa (Torino, n. 1757 - Stupinigi, † 1824)

## Principi(1)
- Maurizio Giuseppe di Savoia, principe italiano (Torino, n. 1762 - Alghero, † 1799)

## Rugbisti a 15(1)
- Gigi Savoia, rugbista a 15 e allenatore di rugby a 15 italiano (Piacenza, n. 1926 - † 1997)

## Sovrane(2)
- Adelaide di Savoia, regina (San Giovanni di Moriana, n. 1092 - Montmartre, † 1154)
- Bianca di Savoia, sovrana italiana (Chambéry, n. 1336 - Pavia, † 1387)

## Sovrani(2)
- Emanuele Filiberto di Savoia, sovrano e generale italiano (Chambéry, n. 1528 - Torino, † 1580)
- Filiberto II di Savoia, sovrano (Pont-d'Ain, n. 1480 - Pont-d'Ain, † 1504)

## Vescovi cattolici(3)
- Gian Luigi di Savoia, vescovo cattolico (n. 1447 - † 1487)
- Aimone di Savoia, vescovo cattolico francese (Sion)
- Burcardo di Savoia, vescovo cattolico francese (San Maurizio d'Agauno)

## Senza attività specificata(6)
- Filiberto I di Savoia, duca (Chambéry, n. 1465 - Lione, † 1482)
- Agnese di Savoia, contessa (n. 1286 - † 1322)
- Aimone di Savoia, conte (Bourg-en-Bresse, n. 1291 - Montmélian, † 1343)
- Bona di Savoia, duchessa (Avigliana, n. 1449 - Fossano, † 1503)
- Ludovico di Savoia, duca (Ginevra, n. 1413 - Lione, † 1465)
- Margherita di Savoia, duchessa italiana (Torino, n. 1589 - Miranda de Ebro, † 1655)